# كيفن تراب
كيفن تراب (بالألمانية: Kevin Trapp) هو لاعب كرة قدم ألماني من مواليد 8 يوليو 1990 في مرتسيغ بألمانيا الغربية، يلعب كحارس مرمى لنادي آينتراخت فرانكفورت  ولعب قبل آينتراخت في باريس سان جيرمان ونادي كايزرسلاوترن الذي قضى معه سبع سنوات بين الشباب والرديف والفريق الأول، وكانت له عدّة تنقلات قبل كايزرسلاوترن في براعم العديد من الأندية منذ كان في السادسة من عمره، وهو لاعب دولي مع منتخب ألمانيا الذي استدعي له لأول مرة في نوفمبر 2015 بعد أن ترقى في فئاته السنية من عام 2007 ابتداء بمنتخب تحت 18، مروراً بمنتخبات تحت 19 سنة، وفئة الشباب تحت 20 سنة، وانتهاء بمنتخب أقل من 21 الذي مثله بين عامي 2010 و2013.

## المسيرة

### فترة الشباب
بدأ تراب مسيرته وهو طفل في السادسة في عام 1997 مع براعم فريق بروتدورف وأمضى معه 3 سنوات، انتقل بعدها لبراعم نادي باخم عام 2000 ، واستمرّ معهم حتى 2003، لينتقل بعدها لنادي ميتلاخ الذي أمضى معه عامين انتقل بعدها لشباب نادي كايزرسلاوترن والذي استمرّ معه حتى تم ترفيعه لفريق الرديف عام 2007.

## الاحتراف

### كلايزرسلاوترن

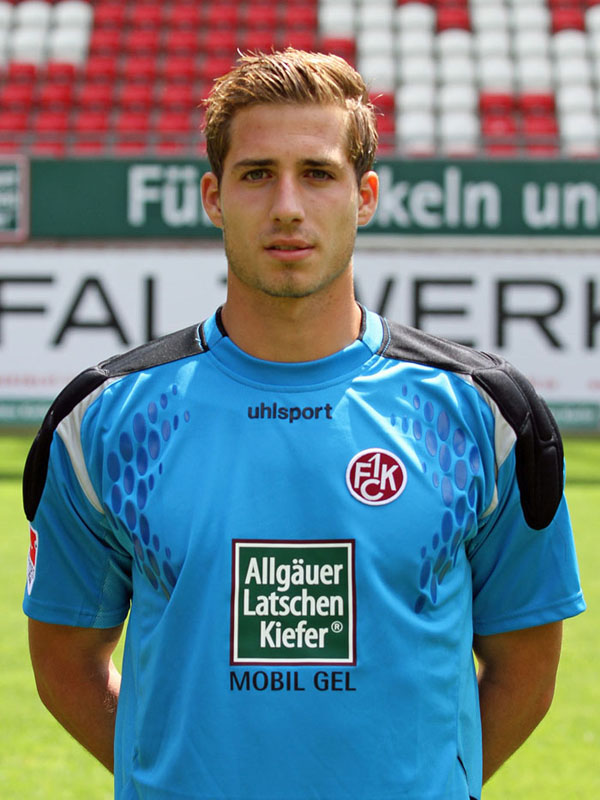
كيفن تراب مع فريق كايزرسلاوترن في يونيو 2011

في عام 2005، انضم لفريق الشباب في نادي كايزرسلاوترن، وأمضى معه 7 سنوات كاملة، متضمنة خمس سنوات مع فريق الرديف (كلايزرسلاوترن ب) والفريق الأول، وكان أول ظهور له في الفريق الأول 9 أغسطس 2008 في انطلاقة موسم 2008-09 في الدور الأل لكأس ألمانيا ضد نادي كارل زايس يينا، وشارك مع الفريق بعدها في أزيد من 80 مباراة على مدى خمس سنوات، بين فريقي الرديف والفريق الأول الذي تمت ترقيته له بداية موسم 2008/2009 وخاض معه 32 مباراة في أربع سنوات بين عامي 2008 -2012 قبل أن ينتقل لآينتراخت فرانكفورت عام 2012 بعد هبوط كايزرسلاوترن للدرجة الثانية الألماني.

### آينتراخت فرانكفورت
بعد احتلال نادي كايزرسلاوترن للمركز الأخير في الدوري الألماني الدرجة الأولى وهبوطه للدرجة الثانية انضم تراب بداية موسم 2012/13 لفريق آينتراخت فرانكفورت. ووقع على عقد يمتدّ حتى 30 يونيو 2016، وفي موسمه الأول احتلّ الفريق المركز السادس في الدوري ليشارك في الموسم المُوالي في المُلحق الأخير لـ الدوري الأوروبي حيث واجه فريق كارباكا اغدام من إذربيجان وفاز عليه ذهاباً وإياباً ليتأهل لدوري المجموعات ويقع في مجموعة ضمت إلى جانبه كل من ماكابي تل أبيب الإسرائيلي، أبويل نيقوسيا القبرصي وبوردو الفرنسي، حيث تصدرها بـ15 نقطة بعد تحقيقه لخمس انتصارات وخسارة وحيدة، ليقابل نادي بورتو البرتغالي في دوري الـ32، وبعد تعادلهما في بورتو 2-2 تعادل الفريقان مرة أخرى في فرانكفورت ولكن بـ3-3 بعد مباراة مثيرة ليتأهل بورتو بفضل تسجيله أهدافاً أكثر خارج أرضه.
وفي موسم 2013/14 احتلّ اينتراخت مع تراب في دوري الدرجة الأولى الألماني المركز ال13، وخرج من الدور ربع النهائي لـكأس ألمانيا. في موسم 2014/15 كان الفريق تحت إشراف مدرب جديد هو توماس شاف وقد تعرض تراب لإصابة قوية في الجولة الأولى في مباراة ضد ماينتس 05، واستمرّ غيابه حتى نهاية العام ليرجع بعد العطلة الشتوية، في 2 فبراير 2015 مدد تراب عقده مع اينتراخت حتى يونيو 2019، قبل أن يرحل بعدها بأشهر للعاصمة الفرنسية ونادها باريس سان جيرمان، بعقد يمتدّ حتى 30 يونيو 2020

### باريس سان جيرمان

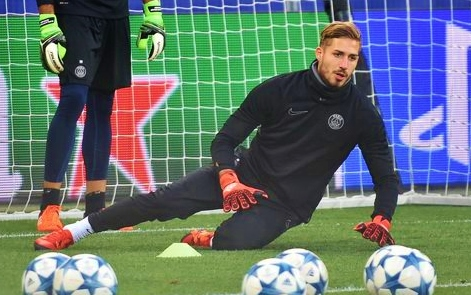
كيفن تراب قبل مباراة في دوري أبطال أوروبا مع فريق باريس سان جيرمان في أكتوبر 2015

في الثامن من يوليو 2015 وفي عيد ميلاد الحارس الخامس والعشرون أعلن نادي باريس سان جيرمان رسمياً إتمام صفقة انتقال الحارس الألماني من نادي آينتراخت فرانكفورت في عقد يمتدّ لخمسة مواسم، في وقت لم يُعلن الفريق الباريسي عن قيمة الصفقة قدرتها الصحافة بـ9 ملايين يورو ومنذ انضمامه للنادي الباريسي وهو يلعب بشكل أساسي مع الفريق وقد اختاره الاتحاد الأوروبي لكرة القدم كأفضل حارس في دوري المجموعات من دوري أبطال أوروبا لموسم 15/2016

## المنتخب الألماني

### الشباب
شارك كيفن تراب مع المنتخب الألماني في شتى فئاته العمرية حيث بدأ مع منتخب ألمانيا تحت 18، وشارك معه في أربع مباريات بين عامي 2007-2008، وبين عامي 2008-2009 شارك مع المانشافت تحت 19 الذي لعبي معه في خمس مباريات، انضم بعدها لمنتخب تحت 20 الذي لعب له في 6 مباريات، بالإضافة لمنتخب تحت 21 بين عامي 2010 و2013 ولعب معه في 11 مباراة.

### الماكينات
في السادس من نوفمبر 2015 استدعاه المدرب يواكيم لوف للانضمام للمنتخب الألماني للمرة الأولى بعد أدائه المتميز مع باريس سان جيرمان بغية حماية عرين الماكينات وصرح الحارس بعد استدعائه: 

## روابط خارجية
- كيفن تراب على موقع الاتحاد الدولي (مؤرشف)  (الإنجليزية)
- كيفن تراب على موقع الاتحاد الأوربي (الإنجليزية)
- كيفن تراب على موقع قاعدة بيانات كرة القدم.إي يو (الإنجليزية)
- كيفن تراب على موقع بيانات كرة القدم. دي إي (الألمانية)
- كيفن تراب على موقع ليكيب (الفرنسية)
- كيفن تراب على موقع ناشيونال فوتبول تيمز (الإنجليزية)
- كيفن تراب على موقع Soccerbase.com (لاعب) (الإنجليزية)
- كيفن تراب على موقع Soccerway.com (الإنجليزية)
- كيفن تراب على موقع عالم كرة القدم.نت (الإنجليزية)
- كيفن تراب على موقع AS.com (الإسبانية)